# José Alfonso López
José Alfonso López (Bogotá, 22 de junio de 1952) es un exciclista colombiano profesional entre 1984 y 1987.

## Palmarés
1976
- 2 etapas de la Vuelta a Costa Rica

1977
- 1 etapa de la Vuelta a Cundinamarca

1982
- 1 etapa del Tour del Porvenir

## Resultados en Grandes Vueltas
| Carrera         | 1983 | 1984  | 1985 | 1986 | 1987 |
| --------------- | ---- | ----- | ---- | ---- | ---- |
| Giro de Italia  | -    | -     | Ab.  | -    | -    |
| Tour de Francia | 64.º | 107.º | -    | -    | -    |
| Vuelta a España | -    | -     | Ab.  | -    | -    |

-: no participa 

Ab.: abandono

## Equipos
- Coldeportes Zenú (2019-)
- Libreta de Plata (1975-1978)
- Frampinz (1980)
- Freskola (1981)
- Lotería de Boyacá (1982)
- Pilas Varta (1983-1984)
- Colpatria (1985)
- Café de Colombia (1985-1986)
  - Café de Colombia - Varta - Mavic (1985)
  - Café De Colombia - Varta (1986)
- Western-Rossin (1987)
- Shampoo Taty (1988)